# Várpalotai lőszergyár

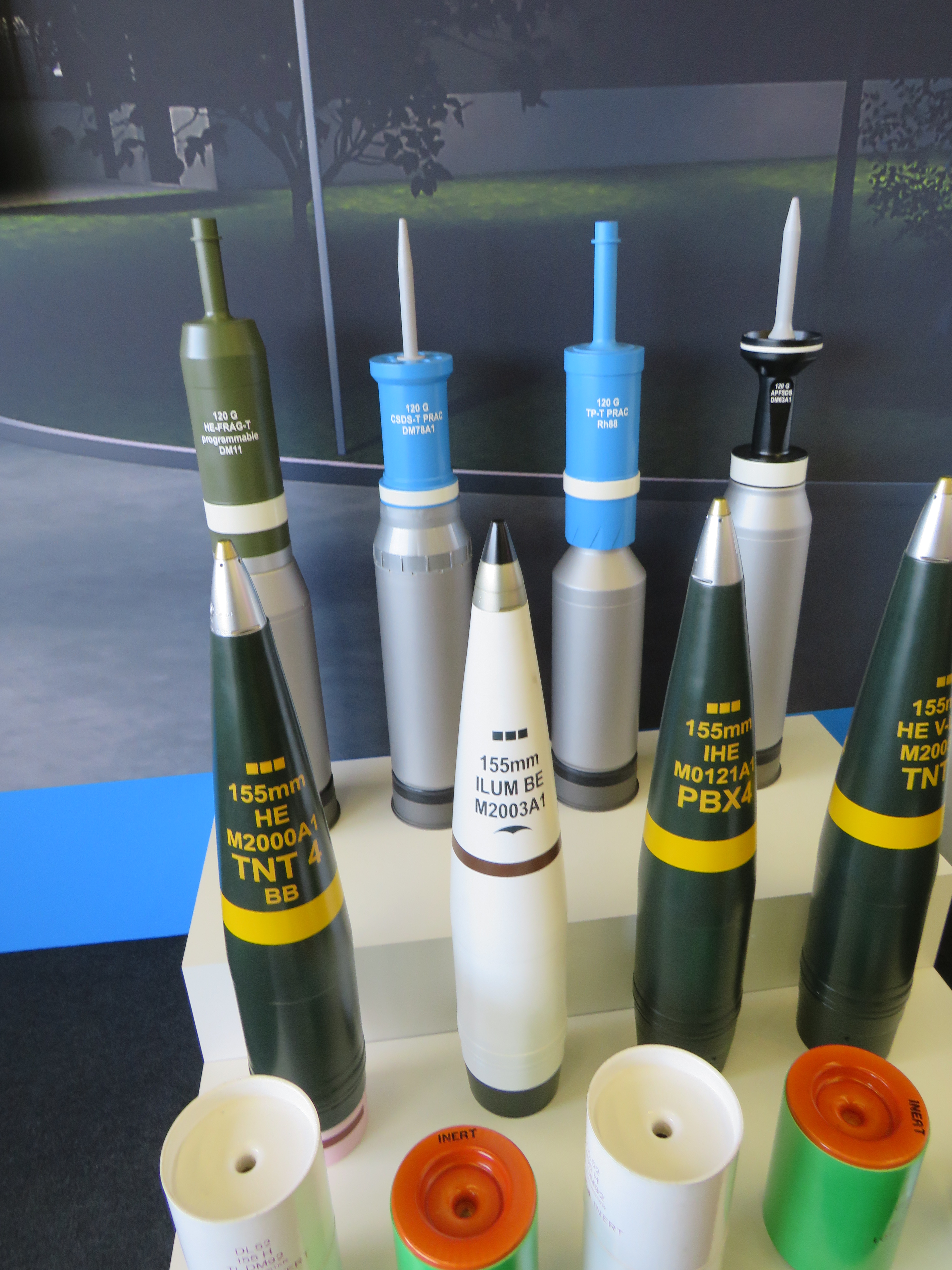
A Rheinmetall nagy kaliberű lőszerkínálata

A Várpalotához tartozó Inotán épül Európa egyik legmodernebb közepes és nagy kaliberű lőszergyára a magyar állam és a német Rheinmetall vállalat közös beruházásaként. A Várpalotai Védelmi Ipari Komplexum területén mintegy  200 millió euróból megvalósuló és 150 hektáron működő hadipari komplexumban várhatóan körülbelül 200 főt fognak foglalkoztatni. 2022. december 15-én letették a gyár alapkövét. A termelés 2024 második felében indulhat el a tervek szerint. A komplexum része lesz egy robbanóanyagot gyártó üzem is, ahol RDX-et fognak előállítani 2026-tól kezdődően, valamint ide fog költözni a tervek szerint az ausztriai székhelyű, de magyar állami tulajdonú aknavetőket és lőszereket gyártó vállalat: a Hirtenberger Defence Systems is. A lőszergyár a hazai igények kielégítés mellett jelentős részben exportra fog termelni: 2027-ig a vállalatcsoport kétmilliárd eurós árbevétellel kalkulál.

## A gyár története
2020 decemberében Palkovics László innovációs és technológiai miniszter, Maróth Gáspár védelmi fejlesztésekért felelős kormánybiztos, Armin Papperger, a Rheinmetall csoport igazgatótanácsának elnöke és Alexander Sagel a cég fegyverzeti- és lőszer üzletágának vezetője arról írt alá megállapodást, hogy vegyesvállalatot hoznak létre közepes- és nagy kaliberű lőszerek, valamint korszerű robbanóanyagok előállítására.
A beruházás menetrendje az alábbiak szerint alakul várhatóan:
- Alapkő letétele és az építkezés kezdete: 2022. december 15-én az alapkőletétel megtörtént.[1]
- Első szakasz: közepes kaliberű (30 milliméteres) lőszerek gyártása. Az ehhez tartozó gyártósort 2024. július 29-én adták át, a sorozatgyártás elindítását 2024 októberére tervezték ekkor,[7]
- Második szakasz: nagy kaliberű (120 és 155 milliméteres) lőszerek gyártása, ez az üzem 2026 elején kezd termelni várhatóan,[8]
- A Hirtenberger Defence Systems magyarországi üzemének létrehozása 2024 végéig megtörténik a tervek szerint.
- Az RDX-et előállító robbanóanyaggyár 2027-ben kezdi meg a termelést várhatóan.[3]

A magyar állam 2022 márciusában egy több évre szóló, több százmillió euró értékű lőszerszállítási szerződést kötött a Rheinmetall vállalattal, amely kötelezte magát, hogy megrendelés jelentős részét a Várpalotán felépülő üzem termeléséből elégíti ki. A lőszergyár 49% a magyar állam, 51%-ban a Rheinmetall Waffe Munition GmbH vállalat tulajdona lesz.
2024. július 29-én Várpalotán hivatalosan átadták a Rheinmetall és a magyar állam közös lőszergyárát, amely 30x173 mm lőszereket állít majd elő 2024 októberétől kezdődően.

## Termékpaletta

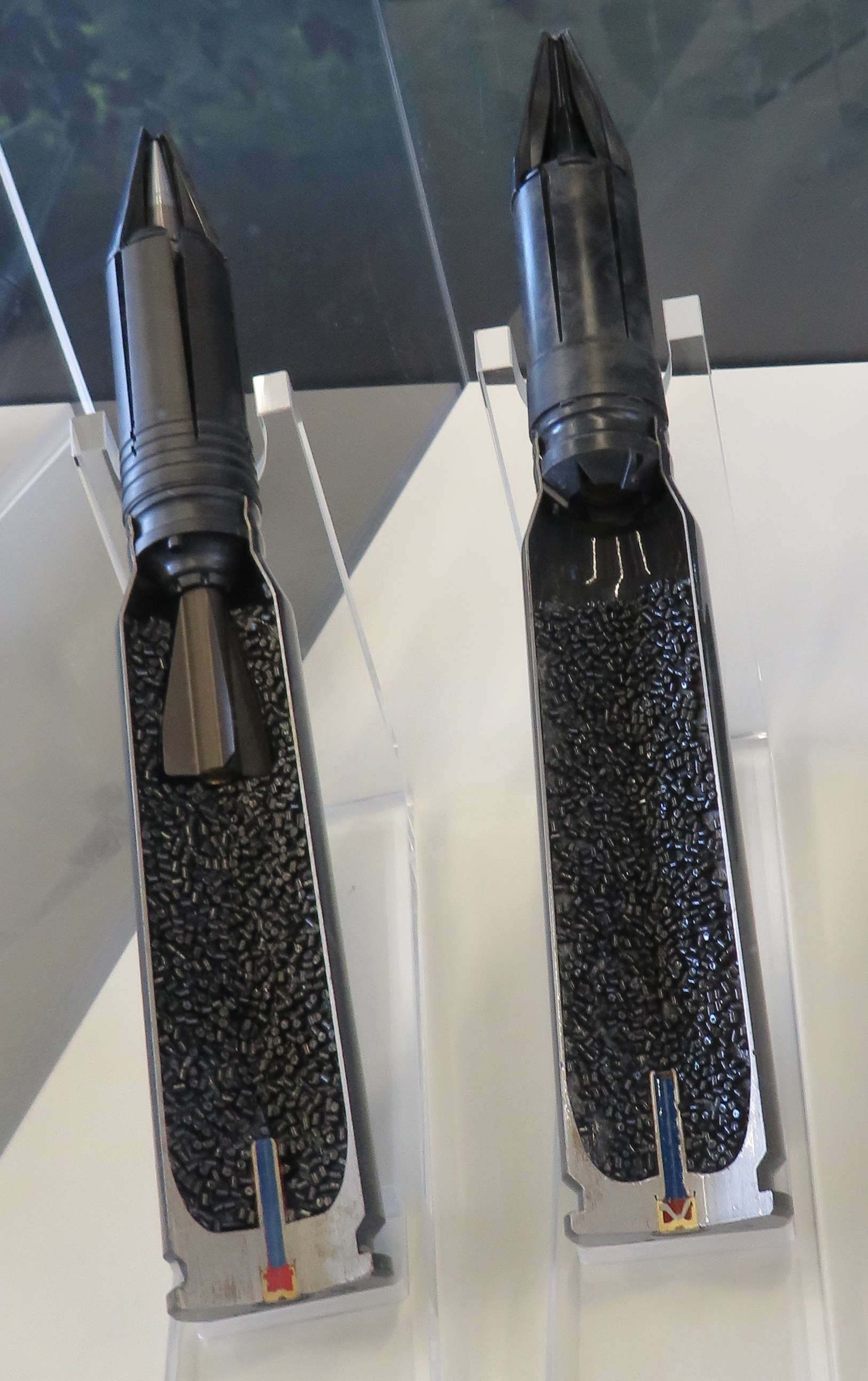
30 milliméteres APFSDS-T és TPFDS-T lőszerek a Rheinmetall kínálatából

A várpalotai gyárkomplexumban az alábbi lőszertípusok gyártását tervezik: 

### Robbanóanyag
A Várpalotán épülő RDX-et előállító gyár a Rheinmetall Denel Munition Pty (Ltd), a Rheinmetall konszern dél-afrikai leányvállalatának kivitelezésében és szaktudásával valósul meg. A cég biztosítja a szükséges berendezéseket, know-howt, szakemberek képzését. Az „alacsony három számjegyű” millió euró értékű gyárberuházás 2023-ban kezdődik és várhatóan 2027-ben kezd el termelni. Elkészülte után gyár a magyar állam tulajdonába kerül, de legfőbb vásárlója Rheinmetall konszern vállalatai lesznek: mint például az ugyanazon a telephelyen működő lőszergyár.

### Közepes kaliber
- 30×173 milliméteres NATO-szabvány szerinti lőszerek: a Lynx gyalogsági harcjárművek által is használt gépágyú-lőszert három változatban gyártják majd.[12] Ezek vélhetően az alábbiak lesznek: 
  - APFSDS-T páncéltörő,
  - KETF/ABM programozható repesz-romboló,
  - TP-T gyakorló lőszerek
- 76 milliméteres haditengerészeti tüzérségi lőszerek gyártását is tervezik kifejezetten exportra[13]

### Nagy kaliber

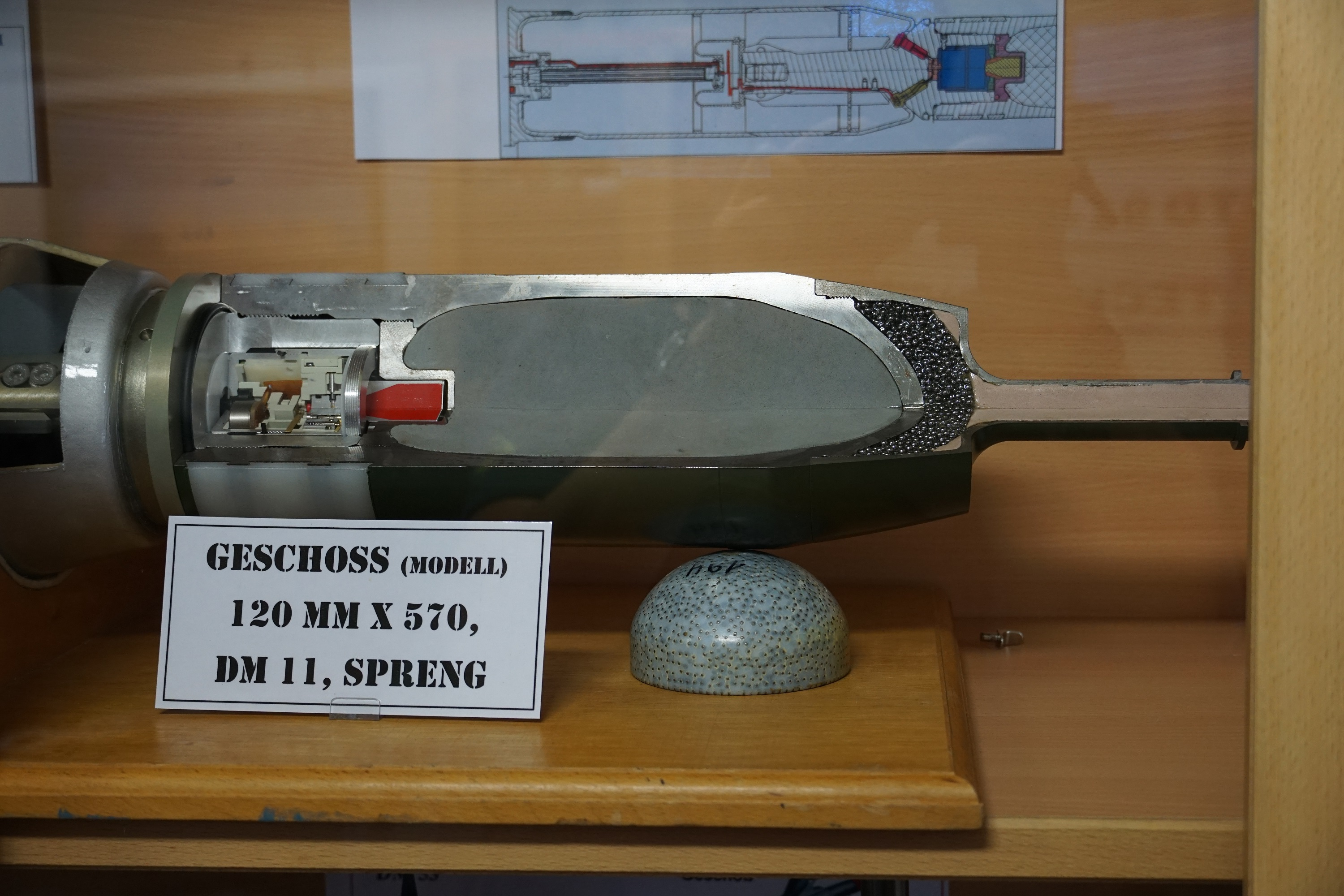
Programozható DM11 típusú 120 mm-es repeszgránát metszete

- Programozható DM11 típusú 120 mm-es repeszgránát metszete120×570 milliméteres NATO-szabvány szerinti lőszerek gyártják majd, amelyeket Leopard 2-es harckocsik is használnak.  Egyelőre egyetlen gránáttípus gyártásáról van csak szó, amely várhatóan a legtöbbet használt repeszromboló gránát lesz (pl. DM11)[13][12]
- 155 milliméteres NATO-szabvány szerinti tüzérségi gránátokat és kivető tölteteket is gyártani fogják, amelyeket a Honvédség Panzerhaubitze 2000-esei is alkalmaznak. Egyelőre két gránáttípus gyártásáról van csak szó, amelyek közül várhatóan ez egyik egy repeszromboló gránát lesz (pl. DM121).[12]

### Aknavető gránátok
A várpalotai gyár a Hirtenberger Defence Systems 60, 81 és 120 milliméteres aknavetőgránátjait fogja gyártani várhatóan, amelyek az alábbi változatokban érhetőek el jelenleg:
- Repeszromboló (HE-TNT) – csapódó és föld felett működésbe lépő közelségi gyújtóval egyaránt elérhető ez a lőszer típus
- Gyakorló (PRACTICE) – csak egy jelzőtöltetet tartalmaz a becsapódás helyének láthatóvá tétlére, robbanóanyagot nem tartalmaz.
- Füstfejlesztő, fehérfoszfor-töltetű (SMK-WP)
- Füstfejlesztő, titán-tetraklorid-töltetű (SMK-TTC)
- Füstfejlesztő, vörösfoszfor-töltetű (SMK-RP)
- Látható fénnyel világító gránát (ILL-VIS)
- Infravörös fénnyel világító gránát (ILL-IR)